# 紫毛野牡丹
紫毛野牡丹（学名：Melastoma penicillatum）为野牡丹科野牡丹属的植物。分布于菲律宾以及中国大陆的广东等地，生长于海拔380米至1,300米的地区，多生长于山坡密林下，目前尚未由人工引种栽培。